# Monte Albán
Monte Albán é um importante sítio arqueológico situado a cerca de dez quilómetros de Oaxaca de Juárez, estado de Oaxaca, México. Trata-se de uma das mais antigas cidades pré-hispânicas, tendo sido capital dos Zapotecas, e cujo apogeu se verificou entre os anos 500 a.C. e 800. Estima-se que a sua população tenha atingido os 35 000 habitantes e foi construída sobre uma colina cujo topo foi aplanado pelos seus construtores e que se encontra elevada 400m relativamente aos três vales de Oaxaca o que permitia aos seus habitantes a observação da região circundante até grandes distâncias. Monte Albán (espanhol para monte branco) era conhecida pelos zapotecas como Danipaguache (montanha sagrada da vida) e os astecas chamavam-lhe Ocelotepec (montanha do jaguar). O sítio de Monte Albán foi declarado Património Cultural da Humanidade pela UNESCO em 1987.

## História de Monte Albán

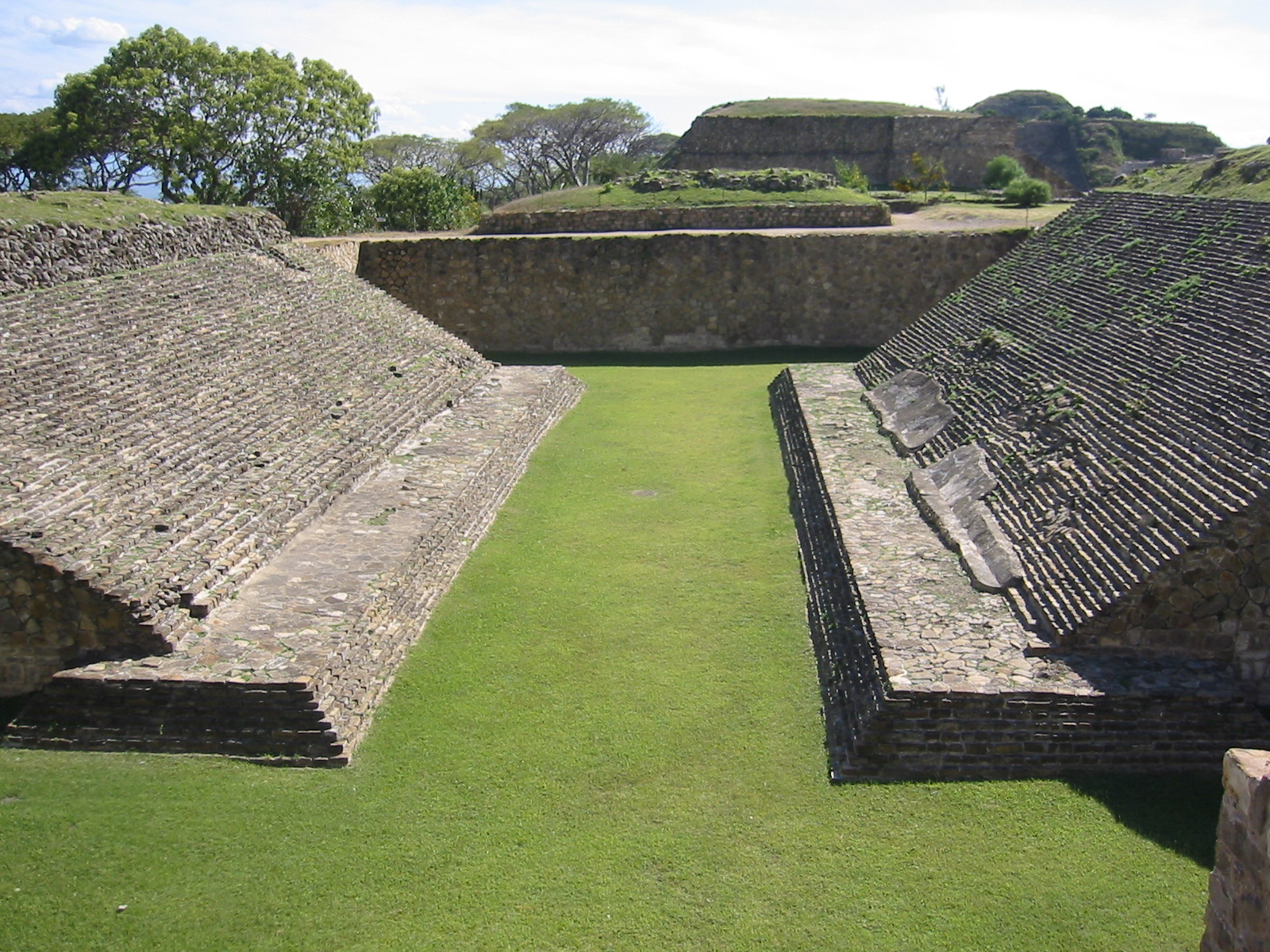
Campo de jogo de bola de Monte Albán

Pensa-se que a sua construção se terá prolongado por um período de cerca de dois mil anos e foi iniciada pelos zapotecas. As partes mais antigas denotam uma clara influência olmeca.
A história de Monte Albán é geralmente dividida em cinco períodos distintos:
Monte Albán I (500 a.C. – 100 a.C.)
Neste período Monte Albán surge como centro político e económico da região. Dá-se início ao nivelamento da parte superior da cidade e da praça principal. Este período é contemporâneo do apogeu e queda da civilização olmeca, cuja influência nesta região remonta a 1200 a.C. e que está bem patente nas obras de arte mais antigas de Monte Albán.
Monte Albán II (100 a.C.-250)
Continuação do nivelamento da praça principal. Vários achados arqueológicos mostram que por esta altura foram mantidos contactos com os maias de Chiapas e Guatemala locais donde é originário o culto do morcego. A construção mais notável deste período é o edifício J, que se julga ter servido de observatório astronómico.
Monte Albán III (250 – 800)
Período de maior crescimento e desenvolvimento de Monte Albán, correspondendo ao período clássico mesoamericano. Entre 250 e 650, aparecem influências de Teotihuacan, patentes na cerâmica, decoração e túmulos. A partir de 650 até 800 dá-se a construção da maior parte dos edifícios que hoje se podem apreciar, muitos deles construídos sobre construções mais antigas.
Monte Albán IV (800 – 1325)
Nesta época ocorre uma grande diminuição na influência da cidade, com o deslocamento da população para povoamentos mais pequenos. Consequentemente, a população diminuiu bastante e cessou a construção de edifícios monumentais. Não são conhecidas as causas do seu declínio.
Monte Albán V (1325 – 1521)
O vale é invadido pelos mixtecas que se fixam em Zaachila e Xoxocotlán. Os mixtecas deste último povoado efectuam enterramentos em Monte Albán. Consequência da chegada dos conquistadores espanhóis em 1521, Monte Albán é definitivamente abandonada.

## Arquitectura e arte de Monte Albán

### Organização do espaço

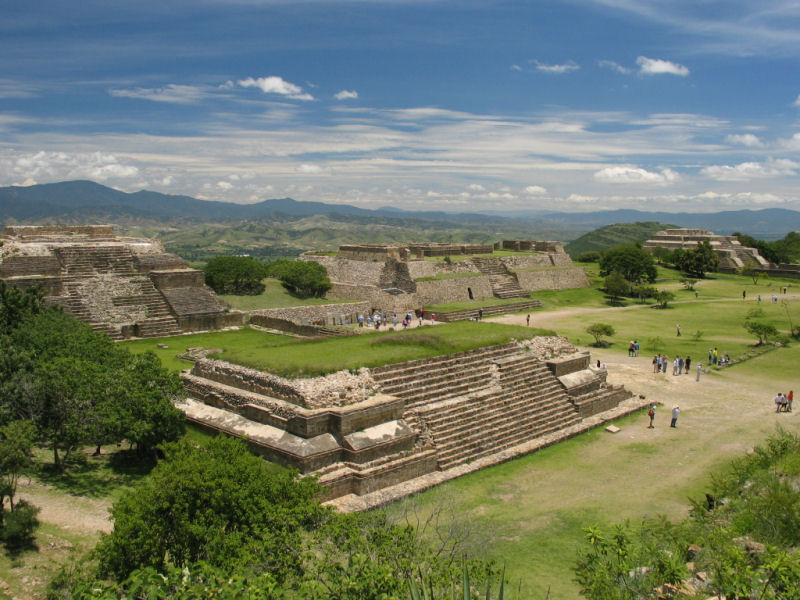
Vista de Monte Albán a partir da plataforma sul em direção a oeste

A característica arquitetural que primeiro salta à vista em Monte Albán é a praça principal, com dimensões aproximadas de 200 por 300 metros e com orientação norte-sul, ao longo da qual estão dispostas a maioria das construções do sítio; a leste e oeste templos cerimoniais e a norte e sul as maiores construções do sítio denominadas plataforma norte e complexo da plataforma sul respectivamente. A plataforma norte parece ter sido o local mais importante do ponto de vista cerimonial e apresenta os restos de vários pilares que se supõem que serviriam para suportar uma grande cobertura. Sob a praça principal foram escavados numerosos tuneis que em alguns casos conduzem de uma extremidade de um edifício à outra e em outros atravessam toda a praça principal. 
Julga-se que continua por escavar cerca de 80% da área total de Monte Albán.

### Campo de jogo da bola

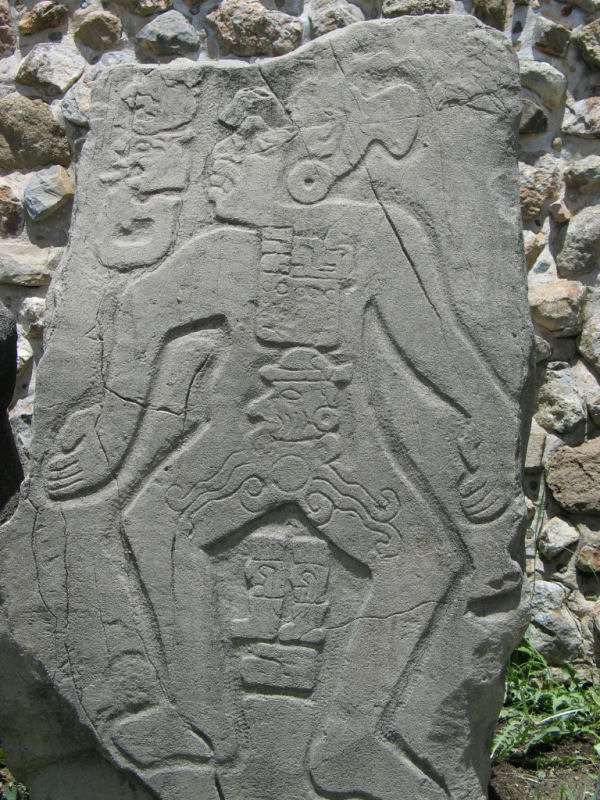
Um dos danzantes de Monte Albán

Situado na parte norte da ala oriental da praça, encontra-se um campo de jogo da bola em forma de l com comprimento aproximado de 25 metros. Ao contrário dos recintos maias não apresenta argolas nas paredes e terá estado em tempos revestido de estuque.

### Edifício J
Aquela que é talvez a construção mais enigmática do sítio é o chamado edifício J. Quando vista em planta esta estrutura em forma de seta não apresenta quaisquer ângulos rectos. As suas características únicas levam alguns a afirmar que se trataria de um observatório astronómico. As paredes exteriores exibem baixos relevos de cabeças penduradas de modo invertido que possivelmente descrevem conquistas de cidades vizinhas.

### Estelas
Foram também encontradas centenas de estelas esculpidas das quais as mais antigas são conhecidas como los danzantes (os dançarinos) e que exibem figuras humanas contorcidas e com características marcadamente olmecas. Apesar de hoje em dia a ideia de se tratarem de dançarinos estar totalmente posta de lado, continua a não haver consenso sobre o que realmente representam, sendo uma das hipóteses consideradas a de que se tratem de representações de sacrifícios de prisioneiros de guerra. 

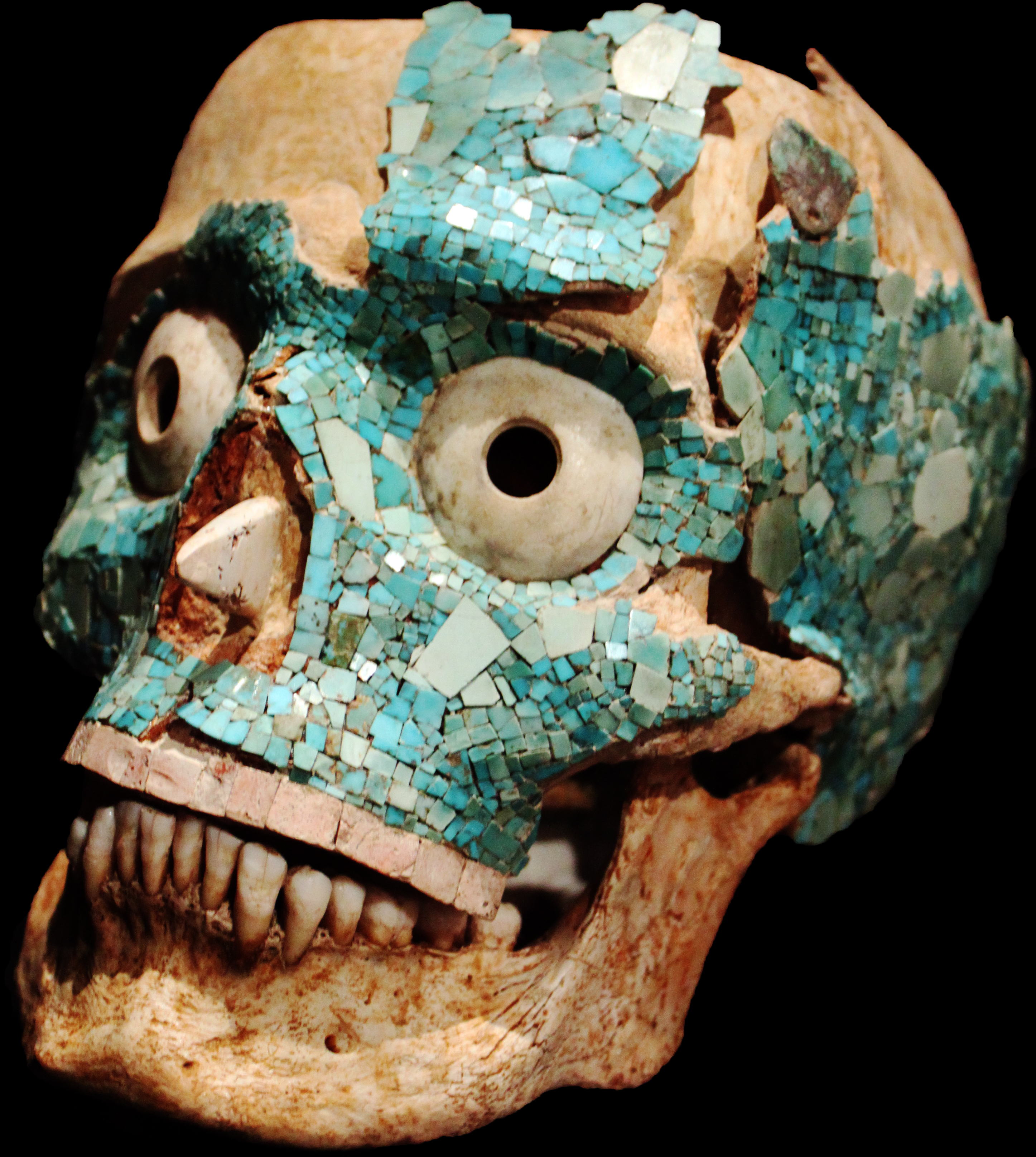
Máscara funerária, parte do tesouro do túmulo nº7 de Monte Albán, no Museu Regional de Oaxaca

 Parece que outrora se encontrariam umas a par das outras formando uma espécie de grande mural.

### Túmulos
São vários os túmulos encontrados em Monte Albán, sendo o mais famoso o túmulo nº 7, escavado em 1932 por Alfonso Caso e no qual foi encontrado um verdadeiro tesouro, incluindo peças em ouro com um peso total de 3.6 kg. 

### Artefactos
Entre os muitos artefactos encontrados em Monte Albán encontram-se peças de ouro, prata,  turquesa, jade e osso. As peças em ouro demonstram que os artistas que as fizeram possuíam grandes conhecimentos sobre como trabalhar o ouro, alguns dos quais só seriam utilizados na Europa séculos depois. Grande parte deste espólio pode ser visto em museus, sobretudo no Museu Regional de Oaxaca.